# Château de Menoray
Le château de Menoray est situé à Locmalo en France.

## Localisation
Le château est situé sur le territoire de la commune de Locmalo, au lieu-dit Menoray, dans le département du Morbihan en région Bretagne.

## Description
Le château est un édifice à un étage carré, avec sous-sol et un étage de comble. Toiture à longs pans, toit en pavillon, croupe, noue. Escalier hors-œuvre : escalier à vis avec jour ; escalier dans-œuvre : escalier tournant à retours avec jour ; escalier de distribution extérieur : escalier droit.
Allée d'accès bordée d'arbres menant à deux cours encloses successives, la première cour abritant le colombier (au sud-ouest), la seconde cour le logis, communs, chapelle au sud-ouest, pavillons de jardin aux angles nord-ouest et nord-est. Décalage d'un niveau d'élévation entre la cour ouest et la cour est. Logis en pierre de taille (au sud, en moellon au nord) à élévation ordonnancée avec corps central plus élevé que les ailes, complété d'un pavillon d'escalier et d'une aile plus basse d'un étage. Communs en pierre de taille de plan en équerre à toiture à croupes. Chapelle en pierre de taille non orientée à chevet à trois pans couverte d'un toit à pans. Colombier en moellon régulier, sans toit. Pavillons en moellon couverts en pavillon. Ferme modèle à plan en U ouvert vers l'ouest, construite en moellon et couverte d'ardoise. Le logis occupe le nord de cour avec une grange à pignon en alignement. En retour, étable et grange en alignement. Au sud, remise, crèche et four à pain.

## Historique
Construit au XVIIe siècle probablement pour les Cadillac. Rien ne subsiste du premier manoir, à l'exception d'éléments sculptés remployés dans les communs au sud du château. La seigneurie est attestée en 1380, appartenant alors à Jean Caron, mort en 1393. Après plusieurs changements de main, elle passe au milieu du XVIe siècle à la famille de Cadillac qui la conserve jusqu'à la seconde moitié du XVIIe siècle : en 1696, il appartient à la famille Le Gall de Cunffio. C'est à la famille de Cadillac qu'il faut attribuer la construction du corps principal qui aurait été édifié en 1620, et à la famille le Gall de Cunffio, l'ajout du corps d'escalier et du corps en prolongement vers l'est au cours du XVIIIe siècle. En 1841, la chapelle et le colombier sont en ruines, la chapelle a depuis été restaurée. Le vivier et la fontaine qui figurent sur le plan cadastral à l'ouest du château ont disparu. Enfin, à la fin du XIXe siècle, la famille de Kerizouët qui achète le château en 1867 fait édifier la tour secondaire postérieure du logis et supprimer une partie du corps postérieur qui figure sur le plan cadastral de 1841 ; elle est également à l'origine de la construction vers 1870 de la ferme modèle au sud-est du château.
Le château est inscrit à l'inventaire général du patrimoine culturel.
Le domaine de Mémoray comprenant le logis, la chapelle Saint-Joseph, le pavillon du jardinier et le pavillon de chasse, le colombier, les quatre bassins, les façades et toitures de tous les autres communs, le menhir coupé en deux découvert en 1872, l'ensemble des rabines et allées cavalières, l'ensemble des murs de soutènement, pavages et balustrades qui composent le parc et les cours, font l'objet d'une inscription au titre des Monuments historiques par arrêté du 8 mars 2024.